# 김재승 (배우)
김재승(1983년 8월 15일 ~ )은 대한민국의 배우이다.

## 학력
- 서울방배초등학교 졸업
- 반포중학교 졸업
- 세화고등학교 졸업
- 한서대학교 졸업

## 연기 활동

### 드라마
- 2004년 MBC 일일시트콤 《논스톱 4》
- 2005년 MBC 아침드라마 《자매바다》 ... 정인수 역
- 2006년 MBC 드라마넷 미니시리즈 《빌리진 날 봐요》 ... 박건형 역
- 2008년 KBS2 수목드라마 《쾌도 홍길동》 ... 홍인형 역
- 2008년 KBS2 월화드라마 《연애결혼》 ... 조혁수 역
- 2008년 SBS 월화드라마 《떼루아》 ... 이재주 역
- 2009년 SBS 주말 특별기획 《찬란한 유산》 ... 이형진 역
- 2009년 MBC 수목드라마 《맨땅에 헤딩》 ... 이동호 역
- 2014년 tvN 월화드라마 《마이 시크릿 호텔》 ... 김기호 역
- 2014년 OCN 토요드라마 《나쁜 녀석들》 ... 우현우 역
- 2014년 tvN 일일드라마 《가족의 비밀》 ... 서민후 역
- 2015년 MBC 주말드라마 《엄마》 ... 김시경 역
- 2017년 KBS1 일일드라마 《무궁화 꽃이 피었습니다》 ... 서재희 역
- 2019년 tvN 주말드라마 《자백》 ... 이철수 역
- 2018년 ~ 2019년 KBS1 일일드라마 《비켜라 운명아》 ... 송재윤 역

### 영화
- 2014년 《귀접》 ... 학철 역

## 광고
- SK텔레콤 (2006년)
- 오리온 오징어땅콩 (2006년)
- 남양유업 (2005년)
- 코카콜라 (2004년)
- KT&G (2004년)

## 음반
- 2011년 [Hu:]JS
- 2014년 Miss